# Тышкевич, Тамара Андреевна
Тамара Андреевна Тышкевич (бел. Тамара Андрэеўна Тышкевіч; 31 марта 1931, д. Иконки, Витебская область, БССР — 27 декабря 1997) — советская легкоатлетка, выступавшая в толкании ядра. Олимпийская чемпионка 1956 года в толкании ядра, заслуженный мастер спорта СССР.

## Спортивные достижения
Родилась в деревне Иконки Чашникского района Витебской области.
Участница Олимпийских игр в Хельсинки (1952) — 4 место, чемпионатов Европы по легкой атлетике, чемпионка СССР (1956—1957).
В 1962 году окончила институт физической культуры.

## Награды
- орден Трудового Красного Знамени (27.04.1957) — «за успехи, достигнутые в деле развития массового физкультурного движения в стране, повышения мастерства советских спортсменов, и успешное выступление на международных соревнованиях»